# Dolophilodes henanensis
Dolophilodes henanensis là một loài Trichoptera trong họ Philopotamidae. Chúng phân bố ở miền Cổ bắc.